# ミスター・ノーボディ
『ミスター・ノーボディ』（原題：Il mio nome è Nessuno / My Name is Nobody）は、1973年制作のマカロニ・ウェスタン（イタリア、フランス、西ドイツ、アメリカ合作）。
マカロニ・ウェスタン・ブームの末期に制作され、“最後のマカロニ・ウェスタン”と呼ばれている。
原案・製作総指揮はセルジオ・レオーネ、監督はその愛弟子のトニーノ・ヴァレリだが、DVDのジャケットやレオーネの発言によると、冒頭の早撃ちやクライマックスの決闘などのアクションシーンはレオーネが演出したとされており、キャストのテレンス・ヒルもインタビューで認めているが、ヴァレリはこれを否定している。

## あらすじ
派手な逸話を持ち西部で名を馳せ、無頼で無敗の早撃ちガンマンのジャック・ボーレガードは功名心狙いで追われる日々と高齢を理由に足を洗い、ヨーロッパで静かに余生を送ることを決意。過去に取りそこねた報酬を奪い戻すため西部を放浪しつつ、ヨーロッパ行きの船に乗るため、ニューオーリンズに向かう。
その道中、ジャックの前に西部の何処にでも居そうな陽気で若い風来坊の男が現れる。彼は自らをノーボディ”誰でもない”と名乗り、ジャックの最期をこの目で見届けたいと付きまとう。
ジャックはノーボディに付きまとわれた末に、大物のジャックを亡きものにと追いかける150人のワイルド・バンチをジャックは単独で迎え撃ち、苦もなく撃退。先を急ごうとするもノーボディはどこまでもついて来る。そして2人は遂に最後の対決を迎えることになる。
芝居の決闘に敗れたジャックは表向き死亡扱いとされ、今や過去の人となったジャックは密かに船上の人となりノーボディに送る手紙を綴る。

## キャスト
| 役名                   | 俳優                   | 日本語吹替                                                            | 日本語吹替                                                                                        | 日本語吹替 |
| 役名                   | 俳優                   | フジテレビ版                                                          | テレビ朝日版                                                                                      |            |
| ---------------------- | ---------------------- | --------------------------------------------------------------------- | ------------------------------------------------------------------------------------------------- | ---------- |
| ジャック・ボーレガード | ヘンリー・フォンダ     | 柳生博                                                                | 瑳川哲朗                                                                                          |            |
| ノーボディ             | テレンス・ヒル         | 広川太一郎                                                            | 津嘉山正種                                                                                        |            |
| サリヴァン             | ジャン・マルタン       | 富田耕生                                                              | 大平透                                                                                            |            |
| ジョン                 | R・G・アームストロング | 北村弘一                                                              | 槐柳二                                                                                            |            |
| ワイルド・バンチの首領 | ジェフリー・ルイス     | 仲木隆司                                                              | 田中康郎                                                                                          |            |
| レッド                 | レオ・ゴードン         | 石森達幸                                                              | 渡部猛                                                                                            |            |
| リス                   | ニール・サマーズ       | 青野武                                                                | 徳丸完                                                                                            |            |
| ドン・ジョン           | マーク・マッツァ       | 筈見純                                                                | 仲木隆司                                                                                          |            |
| 保安官                 | ピエロ・ルッリ         |                                                                       |                                                                                                   |            |
| 不明 その他            |                        | 渡部猛 寄山弘 野沢雅子 杉田俊也 鈴木れい子 平林尚三 幹本雄之 石井敏郎 | 平林尚三 雨森雅司 たてかべ和也 清川元夢 広瀬正志 市川千恵子 塚田恵美子 島香裕 米山あつ子 滝本沙樹 |            |
|                        |                        |                                                                       |                                                                                                   |            |
| 演出                   | 演出                   | 山田悦司                                                              | 春日正伸                                                                                          |            |
| 翻訳                   | 翻訳                   | 山田実                                                                | 鈴木導                                                                                            |            |
| 効果                   | 効果                   | 赤塚不二夫                                                            |                                                                                                   |            |
| 調整                   | 調整                   | 栗林秀年                                                              | 山田太平                                                                                          |            |
| 制作                   | 制作                   | グロービジョン                                                        | グロービジョン                                                                                    |            |
| 解説                   | 解説                   | 高島忠夫                                                              | 淀川長治                                                                                          |            |
| 初回放送               | 初回放送               | 1980年2月1日 『ゴールデン洋画劇場』                                   | 1983年11月29日 『日曜洋画劇場』                                                                   |            |

※番外 サム・ペキンパー 墓標・名前のみ
- オルスタックソフトから発売のDVD・ブルーレイには全ての吹替を収録